# In My Own Words
In My Own Words – pierwszy album amerykańskiego piosenkarza R&B Ne-Yo. Promowały go cztery single: „Stay”, „So Sick”, „When You're Mad”i „Sexy Love”. Wydany 28 lutego 2006 roku krążek zadebiutował na pierwszym miejscu Billboard Hot 200 i uzyskał status platynowej płyty po dziesięciu tygodniach sprzedaży. Do 25 lipca 2006 sprzedano w Stanach Zjednoczonych 1 571 832 kopii albumu.

## Lista utworów
1. "Stay" (feat. Peedi Peedi) - 3:52
2. "Let Me Get This Right" - 3:47
3. "So Sick" - 3:28
4. "When You're Mad" - 3:42
5. "It Just Ain't Right" - 3:47
6. "Mirror" - 3:48
7. "Sign Me Up" - 3:27
8. "I Ain't Gotta Tell You" - 3:17
9. "Get Down Like That" - 4:05
10. "Sexy Love" - 3:40
11. "Let Go" - 3:48
12. "Time" - 3:49